# (58084) Hiketaon
(58084) Hiketaon (1197 T-3) – planetoida z grupy trojańczyków okrążająca Słońce w ciągu 11,91 lat w średniej odległości 5,21 j.a. Odkryta 17 października 1977 roku.